# Monstress
Monstress est une série de bande dessinée de high fantasy créée par la scénariste américaine Marjorie Liu et la dessinatrice japonaise Sana Takeda. 
Cette série met en scène Maika Demi-Loup, une jeune fille liée mentalement à un monstre surpuissant, qui se retrouve au cœur d'un conflit opposant différentes races magiques au sein d'un univers de fiction appelée « Le Monde connu ».
Publiée sous forme de comic books depuis fin 2015 par Image Comics, Monstress rencontre à partir de 2017 un important succès critique, concrétisé notamment par l'obtention lors du Comic-Con 2018 de cinq prix Eisner, la plus haute distinction de la bande dessinée américaine.

## Publications

### Recueils en anglais
- Monstress, Image Comics :

1. Awakening, 2016  (ISBN 9781632157096) (reprend les vol. 1-6).
2. The Blood, 2017  (ISBN 9781534300415) (reprend les vol. 7-12).
3. Haven, 2018  (ISBN 9781534306912) (reprend les vol. 13-18).
4. The Chosen, 2019  (ISBN 9781534313361) (reprend les vol. 19-24).
5. Warchild, 2020  (ISBN 9781534316614) (reprend les vol. 25-30).
6. The Vow, 2021  (ISBN 9781534319158) (reprend les vol. 31-35 et Monstress: Talk-Stories vol. 1-2).
7. Devourer, 2022  (ISBN 9781534323193) (reprend les vol. 36-41).
8. Inferno, 2023  (ISBN 9781534323193) (reprend les vol. 42-47).
9. The Possessed, 2024  (ISBN 9781534392618) (reprend les vol. 49-54).

### Recueils en français
- Monstress, Delcourt, coll. « Contrebande » :

1. L'Éveil, 2017  (ISBN 978-2756086804).
2. La Quête, 2017  (ISBN 978-2756091778).
3. Erreur fatale, 2018  (ISBN 978-2413007241).
4. L'Élue, 2019  (ISBN 978-2413018445).
5. Guerrière, 2021  (ISBN 978-2413027942).
6. Le Serment, 2022  (ISBN 978-2413046585).
7. Dévorée, 2023  (ISBN 978-2413077770).
8. Inferno, 2024  (ISBN 978-2413084761).
9. Possession, 2025  (ISBN 978-2413086970).

## Distinctions
- 2017 :
  -  Prix British Fantasy de la meilleure histoire graphique pour L'Éveil
  -  Prix Hugo de la meilleure histoire graphique pour L'Éveil
- 2018 :
  -  Prix British Fantasy de la meilleure histoire graphique pour La Quête
  -  Prix Eisner de la meilleure série, de la meilleure publication pour adolescents
  -  Prix Eisner de la meilleure artiste multimédia et de la meilleure artiste de couverture pour Sana Takeda
  -  Prix Eisner de la meilleure scénariste pour Marjorie Liu
  -  Prix du comic book de la National Cartoonists Society
  -  Prix Harvey du meilleur livre de l'année
  -  Prix Hugo de la meilleure histoire graphique pour La Quête
- 2019 :
  -  Prix Hugo de la meilleure histoire graphique pour Erreur fatale